# 南格拉斯頓伯里 (蒙大拿州)
南格拉斯頓伯里（英語：South Glastonbury）是位於美國蒙大拿州帕克縣的普查規定居民點。

## 人口
根據2020年美國人口普查的數據，南格拉斯頓伯里的面積為46.17平方千米，當中陸地面積為45.30平方千米，而水域面積為0.87平方千米。當地共有人口277人，而人口密度為每平方千米6人。